# Jarvis Hayes
Jarvis James Hayes (Atlanta, Georgia, 9 de agosto de 1981) es un exjugador profesional estadounidense de baloncesto con pasaporte de Catar que actualmente es entrenador asistente. Con 2,01 metros de altura, jugaba en la posición de alero.

## Trayectoria

### Profesional
Su último equipo fue New Jersey Nets. Previamente jugó en Detroit Pistons, fichado como agente libre procedente de Washington Wizards, quien lo seleccionó en 10.º lugar del Draft de la NBA de 2003.

## Estadísticas de su carrera en la NBA

### Temporada regular
| Año     | Equipo     | PJ  | PT | MPP  | %TC  | %3P  | %TL  | RPP | APP | ROB | TPP | PPP  |
| ------- | ---------- | --- | -- | ---- | ---- | ---- | ---- | --- | --- | --- | --- | ---- |
| 2003–04 | Washington | 70  | 42 | 29.2 | .400 | .305 | .786 | 3.8 | 1.5 | 1.0 | .2  | 9.6  |
| 2004–05 | Washington | 54  | 22 | 28.9 | .389 | .341 | .839 | 4.2 | 1.7 | .9  | .2  | 10.2 |
| 2005–06 | Washington | 21  | 13 | 24.6 | .421 | .362 | .833 | 3.6 | 1.3 | .8  | .1  | 9.3  |
| 2006–07 | Washington | 81  | 17 | 20.1 | .410 | .361 | .845 | 2.6 | 1.0 | .6  | .2  | 7.2  |
| 2007–08 | Detroit    | 82  | 1  | 15.7 | .431 | .376 | .750 | 2.2 | .8  | .6  | .1  | 6.7  |
| Total   | Total      | 308 | 95 | 22.8 | .408 | .351 | .813 | 3.1 | 1.2 | .8  | .1  | 8.3  |

### Playoffs
| Año     | Equipo     | PJ | PT | MPP  | %TC  | %3P  | %TL  | RPP | APP | ROB | TPP | PPP  |
| ------- | ---------- | -- | -- | ---- | ---- | ---- | ---- | --- | --- | --- | --- | ---- |
| 2006–07 | Washington | 4  | 4  | 34.8 | .326 | .368 | .857 | 3.5 | 1.0 | .5  | .2  | 10.8 |
| 2007–08 | Detroit    | 11 | 0  | 5.5  | .300 | .357 | .000 | 1.5 | .4  | .1  | .2  | 2.1  |
| Total   | Total      | 15 | 4  | 13.3 | .316 | .364 | .857 | 2.0 | .5  | .2  | .2  | 4.4  |